# James Edgar Dandy
James Edgar (Jimmy) Dandy (Preston, 24 september 1903 - Tring, 10 november 1976) was een Brits botanicus, wereldspecialist van het geslacht Potamogeton en van de familie Magnoliaceae.

## Biografie
Dandy volgde zijn opleiding aan Preston Grammar School en daarna in Cambridge aan Downing College. Daar haalde hij in 1925 zijn Bachelor of Arts. In datzelfde jaar werd hij betaald medewerker van Kew Herbarium. In Kew was hij assistent van John Hutchinson (1884-1972), die daar op dat moment werkte aan een nieuwe classificatie van de Angiospermae. Dandy kreeg van hem de kans om drie taxa te reviseren, waarvan de familie Magnoliaceae (sensu stricto, volgens Hutchinson) er één was. Voor Dandy was dat het begin van een levenslange fascinatie.
Hij werd Fellow of the Linnean Society in 1927. Op 11 juli 1927 werd hij als Second class Assistant aangesteld aan het British Museum Department of Botany. Zijn verdere werkzame leven bleef hij aan die instelling verbonden. In 1936 werd hij First class Assistant, in 1946 Principal Scientific Officer en van 1956 tot aan zijn pensionering in 1966 was hij Keeper of Botany, de hoogste functie bij dat departement. Ook na zijn pensionering bleef hij actief werken in de botanie, totdat hij, in juli 1976, ernstig ziek werd.

### Expertise
Dandy was wereldwijd specialist in het geslacht Potamogeton en andere eenzaadlobbige waterplanten, en in de familie Magnoliaceae, aan een revisie waarvan hij tot aan zijn dood is blijven werken en die nooit in de vorm van een boek of artikel is uitgekomen. Desalniettemin heeft hij een indrukwekkende lijst publicaties over (leden van) die familie op zijn naam, waarin hij veel nieuwe soorten en een viertal nieuwe geslachten beschrijft. Hetzelfde lot trof het geslacht Potamogeton. Het voorziene Potamogeton-Handbook was bij zijn dood onaf en is nooit verschenen.
Dandy was een expert in de toepassing van de regels van de International Code of Botanical Nomenclature en in de nomenclatuur van de Britse flora. Hij was bovendien een van de redacteuren van de Flora Europaea.

### Anekdote
Dandy's enorme expertise op het terrein van de nomenclatuur was zo algemeen bekend dat de Tea Phytologist (een satirisch tijdschrift uit Cambridge over botanie) in 1964 het volgende noteerde: "Wij vernemen dat (botanische) handboeken binnenkort vervangen zullen worden door het TKS of Telefonisch Kiessysteem voor Soorten. Het systeem is eenvoudig: zoek gewoon het plantnummer op in de Gould Index en bel. U zult dan een opname horen van de stem van J.E. Dandy die de juiste naam geeft, gevolgd door de auteur, een referentie naar de originele publicatie, en een beschrijving. Aan het begin kunt U een keuze maken tussen Latijn en Engels..."

### Nalatenschap
Dandy's collecties (herbarium) en manuscripten worden bewaard in het Natural History Museum. Een deel van zijn herbarium bevindt zich in Kew.

## Publicaties
- 1927 The Genera of Magnolieae. in: Bulletin of Miscellaneous Information, Royal Gardens, Kew 1927(7): 257-264.
- 1927 Michelia kisopa and M. doltsopa Buch.-Ham. (Magnoliaceae). in: Journal of Botany, British and Foreign (London) deel 65: 277-279
- 1927 The identity of Talauma villariana. in: Bulletin of Miscellaneous Information, Royal Gardens, Kew 1927(10): 419-420.
- 1928 Three new Magnolieae. in: Journal of Botany, British and Foreign (London) deel 66: 46-48.
- 1928 New or noteworthy Chinese Magnolieae. in: Notes from the Royal Botanic Garden, Edinburgh (Edinburgh) deel 16(77): 123-132.
- 1928 Malayan Magnolieae. in: Bulletin of Miscellaneous Information, Royal Gardens, Kew 1928(5): 183-193.
- 1928 Michelia montana and two allied new species. in: Journal of Botany, British and Foreign (London) deel 66: 319-322
- 1928 Two new Michelias from Kwangtung. in: Journal of Botany, British and Foreign (London) deel 66: 359-361.
- 1928 Magnolia sinensis and M. Nicholsoniana. in: Journal of the Royal Horticultural Society (London) deel 53(1): 115.
- 1929 A new Michelia from the borders of Tibet and Assam. in: Bulletin of Miscellaneous Information, Royal Gardens, Kew 1929(7): 222-223
- 1929 Three new Michelias from Indo-China. in: Journal of Botany, British and Foreign (London) deel 67: 222-224.
- 1930 A new Magnolia from Honduras. in: Journal of Botany, British and Foreign (London) deel 68: 146-147.
- 1930 New Magnolieae from China and Indo-China. in: Journal of Botany, British and Foreign (London) deel 68(7): 204-214.
- 1931 Four new Magnolieae from Kwangsi. in: Journal of Botany, British and Foreign (London) deel 69(9): 231-233.
- 1933 A second species of Pachylarnax (Magnoliaceae). in: Journal of Botany, British and Foreign (London) deel 71: 312-313.
- 1934 The identity of Lassonia Buc'hoz. in: Journal of Botany, British and Foreign (London) deel 72: 101-103.
- 1936 Magnolia globosa. in: The Botanical Magazine, or, Flower-Garden Displayed (London) deel 159: t.9467.
- 1943 Michelia doltsopa. in: The Botanical Magazine, or, Flower-Garden Displayed (London) deel 164: t.9645.
- 1948 Magnolia dawsoniana. in: The Botanical Magazine, or, Flower-Garden Displayed (London) deel 164: t.9678-9679.
- 1948 Magnolia nitida. in: The Botanical Magazine, or, Flower-Garden Displayed (London) deel 165: t.16.
- 1950 The Highdown Magnolia. in: Journal of the Royal Horticultural Society (London) deel 75: 159-161.
- 1951 A Survey of the genus Magnolia together with Manglietia and Michelia. in: P.M. Synge [ed.] Camellias and Magnolias, Report of the Conference held by The Royal Horticultural Society April 4-5, 1950: 64-81.
- 1958 The Sloane Herbarium: an annotated list of the Horti Sicci composing it, with biographical accounts of the principal contributors. Based on records compiled by the late James Britten. With an introduction by Spencer Savage. Revised and edited by J.E. Dandy
- 1958 List of British vascular plants. Prepared for the British Museum (Natural History) and the Botanical Society of the British Isles. Incorporating the London catalogue of British plants.
- 1963 Magnoliaceae, in R.E. Woodson & al., Flora of Panama, Part IV, Fascicle 5. in: Annals of the Missouri Botanical Garden (St. Louis, MO) deel 49(3/4): 173-176.
- 1964 Manglietia insignis. in: The Botanical Magazine, or, Flower-Garden Displayed (London) deel 175: t.443.
- 1964 Magnolia virginiana. in: The Botanical Magazine, or, Flower-Garden Displayed (London) deel 175: t.457.
- 1967 Index of generic names of vascular plants, 1753-1774. International Bureau for Plant Taxonomy and Nomenclature.
- 1971 The classification of the Magnoliaceae. in: Newsletter of the American Magnolia Society deel 8: 3-6.

## Eponiemie
- Harold Emery Moore (1917-1980) vernoemde in 1953 het geslacht Dandya in de familie Alliaceae (Amaryllidaceae volgens APG III) naar hem.

Naast het geslacht Dandya dragen ook twee plantensoorten een naam die naar hem verwijst:
- Magnolia dandyi Gagnep. 1939 uit de familie Magnoliaceae
- Chloris dandyana C.D. Adams 1971 uit de familie Poaceae

- Bibliothèque nationale de France: cb12353204n (data)
- Author citation (botany): Dandy
- CiNii: DA12145791
- Gemeinsame Normdatei: 1076648371
- International Standard Name Identifier: 0000 0000 8105 7391
- Library of Congress Control Number: n85805417
- Nederlandse Thesaurus van Auteursnamen: 109810007
- Réseau des bibliothèques de Suisse occidentale: 02-A003153432
- SNAC: w6t15kw6
- Système universitaire de documentation: 032517211
- Museum of New Zealand Te Papa Tongarewa: 49950
- Virtual International Authority File: 27141733
- WorldCat: E39PBJgmH86rc3bhBtFTQbg7pP